# Beit Ta'mir
Beit Ta'mir, en arabe : خربة بيت تعمر, est un village du gouvernorat de Bethléem en Palestine, situé à 6 km au sud-est de Bethléem, en Cisjordanie.
Selon le recensement du bureau central palestinien des statistiques, la localité compte une population de 1 596 habitants en 2017.